# Eneco Tour 2012
La 8.ª edición del Eneco Tour, disputada entre el 6 y el 11 de agosto de 2012, contó con un recorrido de 1.033,8 kilómetros, distribuidos en ocho jornadas (una de ellas contrarreloj por equipos y otra contrarreloj individual), con inicio en Waalwijk (Países Bajos) y final en Grammont (Bélgica).
La carrera formó parte del UCI World Tour.
El ganador final fue Lars Boom. Le acompañaron en el podio Sylvain Chavanel y Niki Terpstra, respectivamente.
En las clasificaciones secundarias se impusieron Giacomo Nizzolo (puntos) y Laurens De Vreese (combatividad).

## Equipos participantes
Tomaron parte en la carrera 21 equipos: los 18 de categoría UCI ProTour (al ser obligada su participación); más 6 de categoría Profesional Continental mediante invitación de la organización (Accent Jobs-Willems Veranda's, Argos-Shimano y Topsport Vlaanderen-Mercator. Formando así un pelotón de 166 ciclistas, con 8 corredores cada equipo, de los que acabaron 104. Los equipos participantes fueron:
| Equipo                           | Cód. UCI |
| -------------------------------- | -------- |
| Sky Procycling                   | SKY      |
| Saxo Bank-Tinkoff Bank           | STB      |
| Omega Pharma-Quick Step          | OPQ      |
| Rabobank Cycling Team            | RAB      |
| BMC Racing Team                  | BMC      |
| Vacansoleil-DCM Pro Cycling Team | VCD      |
| Lotto Belisol                    | LTB      |
| RadioShack-Nissan                | RNT      |
| Astana Pro Team                  | AST      |
| Katusha Team                     | KAT      |
| Garmin-Sharp                     | GRS      |
| Lampre-ISD                       | LAM      |
| Orica-GreenEDGE                  | OGE      |
| Liquigas-Cannondale              | LIQ      |
| Team Movistar                    | MOV      |
| Ag2r La Mondiale                 | ALM      |
| Euskaltel-Euskadi                | EUS      |
| FDJ-Big Mat                      | FDJ      |

| Equipo                        | Cód. UCI |
| ----------------------------- | -------- |
| Team Argos-Shimano            | ARG      |
| Topsport Vlaanderen-Mercator  | TSV      |
| Accent Jobs-Willems Veranda's | ACC      |

## Etapas

### 1.ª etapa. 6 de agosto:Waalwijk-Middelburg, 203,9 km
|   | Ciclista       | Equipo        | Tiempo     |
| - | -------------- | ------------- | ---------- |
| 1 | Marcel Kittel  | Argos-Shimano | 5h 38' 28" |
| 2 | Arnaud Démare  | FDJ-Big Mat   | m.t.       |
| 3 | Taylor Phinney | BMC Racing    | m.t.       |

|   | Ciclista       | Equipo        | Tiempo     |
| - | -------------- | ------------- | ---------- |
| 1 | Marcel Kittel  | Argos-Shimano | 5h 38' 18" |
| 2 | Arnaud Démare  | FDJ-Big Mat   | + 4"       |
| 3 | Taylor Phinney | BMC Racing    | + 6"       |

### 2.ª etapa. 7 de agosto:Sittard–Sittard(CRE), 18,9 km
|   | Equipo                 | Tiempo  |
| - | ---------------------- | ------- |
| 1 | Orica-GreenEDGE        | 21' 08" |
| 2 | Omega Pharma-Quickstep | + 1"    |
| 3 | Katusha                | + 2"    |

|   | Ciclista            | Equipo          | Tiempo     |
| - | ------------------- | --------------- | ---------- |
| 1 | Jens Keukeleire     | Orica-GreenEDGE | 5h 59' 37" |
| 2 | Sebastian Langeveld | Orica-GreenEDGE | m.t.       |
| 3 | Svein Tuft          | Orica-GreenEDGE | m.t.       |

### 3.ª etapa. 8 de agosto:Riemst-Gante, 188 km
|   | Ciclista          | Equipo        | Tiempo     |
| - | ----------------- | ------------- | ---------- |
| 1 | Theo Bos          | Rabobank      | 4h 14' 49" |
| 2 | John Degenkolb    | Argos-Shimano | m.t.       |
| 3 | Heinrich Haussler | Garmin-Sharp  | m.t.       |

|   | Ciclista            | Equipo          | Tiempo      |
| - | ------------------- | --------------- | ----------- |
| 1 | Jens Keukeleire     | Orica-GreenEDGE | 10h 14' 26" |
| 2 | Sebastian Langeveld | Orica-GreenEDGE | m.t.        |
| 3 | Svein Tuft          | Orica-GreenEDGE | m.t.        |

### 4.ª etapa. 9 de agosto:Heers-Bergen op Zoom, 213,3 km
|   | Ciclista         | Equipo            | Tiempo     |
| - | ---------------- | ----------------- | ---------- |
| 1 | Marcel Kittel    | Argos-Shimano     | 5h 11' 42" |
| 2 | Jürgen Roelandts | Lotto Belisol     | m.t.       |
| 3 | Giacomo Nizzolo  | RadioShack-Nissan | m.t.       |

|   | Ciclista            | Equipo                 | Tiempo      |
| - | ------------------- | ---------------------- | ----------- |
| 1 | Tom Boonen          | Omega Pharma-QuickStep | 15h 26' 06" |
| 2 | Jens Keukeleire     | Orica-GreenEDGE        | + 1"        |
| 3 | Sebastian Langeveld | Orica-GreenEDGE        | m.t.        |

### 5.ª etapa. 10 de agosto:Hoogerheide-Aalter, 184,6 km
|   | Ciclista         | Equipo            | Tiempo     |
| - | ---------------- | ----------------- | ---------- |
| 1 | Giacomo Nizzolo  | RadioShack-Nissan | 4h 10' 20" |
| 2 | Jürgen Roelandts | Lotto Belisol     | m.t.       |
| 3 | Manuel Belletti  | Ag2r La Mondiale  | m.t.       |

|   | Ciclista         | Equipo                 | Tiempo      |
| - | ---------------- | ---------------------- | ----------- |
| 1 | Tom Boonen       | Omega Pharma-QuickStep | 19h 36' 26" |
| 2 | Jens Keukeleire  | Orica-GreenEDGE        | + 1"        |
| 3 | Sylvain Chavanel | Omega Pharma-QuickStep | + 2"        |

### 6.ª etapa. 11 de agosto:Ardooie-Ardooie(CRI), 17,4 km
|   | Ciclista       | Equipo          | Tiempo  |
| - | -------------- | --------------- | ------- |
| 1 | Svein Tuft     | Orica-GreenEDGE | 20' 25" |
| 2 | Taylor Phinney | BMC Racing      | + 5"    |
| 3 | Lars Boom      | Rabobank        | + 6"    |

|   | Ciclista         | Equipo                 | Tiempo      |
| - | ---------------- | ---------------------- | ----------- |
| 1 | Svein Tuft       | Orica-GreenEDGE        | 19h 56' 57" |
| 2 | Lars Boom        | Rabobank               | + 4"        |
| 3 | Sylvain Chavanel | Omega Pharma-QuickStep | + 16"       |

### 7.ª etapa. 12 de agosto:Maldegem-Grammont, 207,7 km
|   | Ciclista          | Equipo     | Tiempo      |
| - | ----------------- | ---------- | ----------- |
| 1 | Alessandro Ballan | BMC Racing | 4h' 54' 16" |
| 2 | Lars Boom         | Rabobank   | + 2"        |
| 3 | Francisco Ventoso | Movistar   | + 6"        |

|   | Ciclista         | Equipo                 | Tiempo      |
| - | ---------------- | ---------------------- | ----------- |
| 1 | Lars Boom        | Rabobank               | 24h 51' 13" |
| 2 | Sylvain Chavanel | Omega Pharma-QuickStep | + 26"       |
| 3 | Niki Terpstra    | Omega Pharma-QuickStep | + 49"       |

## Clasificaciones finales

### Clasificación general
| Posición | Ciclista             | Equipo                  | Tiempo      |
| -------- | -------------------- | ----------------------- | ----------- |
|          | Lars Boom            | Rabobank                | 24h 51' 13" |
| 2        | Sylvain Chavanel     | Omega Pharma-Quick Step | + 26"       |
| 3        | Niki Terpstra        | Omega Pharma-Quick Step | + 49"       |
| 4        | Alberto Contador     | Saxo Bank-Tinkoff Bank  | + 55"       |
| 5        | Luke Durbridge       | Orica-GreenEDGE         | + 55"       |
| 6        | Jonathan Castroviejo | Movistar                | + 58"       |
| 7        | Svein Tuft           | Orica-GreenEDGE         | + 1' 00"    |
| 8        | Michał Kwiatkowski   | Omega Pharma-Quick Step | + 1' 05"    |
| 9        | Sebastian Langeveld  | Orica-GreenEDGE         | + 1' 07"    |
| 10       | Jan Bakelants        | RadioShack-Nissan       | + 1' 13"    |

### Clasificación por puntos
| Posición | Ciclista          | Equipo            | Puntos |
| -------- | ----------------- | ----------------- | ------ |
|          | Giacomo Nizzolo   | RadioShack-Nissan | 62     |
| 2        | Heinrich Haussler | Garmin-Sharp      | 56     |
| 3        | Lars Boom         | Rabobank          | 50     |
| 4        | Jürgen Roelandts  | Lotto Belisol     | 50     |
| 5        | Taylor Phinney    | BMC Racing        | 47     |

### Clasificación por equipos
| Posición | Equipo                  | Tiempo      |
| -------- | ----------------------- | ----------- |
|          | Omega Pharma-Quick Step | 74h 35' 54" |
| 2        | Orica-GreenEDGE         | + 1"        |
| 3        | Saxo Bank-Tinkoff Bank  | + 1' 19"    |
| 4        | Movistar                | + 2' 08"    |
| 5        | Katusha                 | + 3' 20"    |

### Clasificación de la combatividad
| Posición | Ciclista            | Equipo                        | Tiempo |
| -------- | ------------------- | ----------------------------- | ------ |
|          | Laurens De Vreese   | Topsport Vlaanderen-Mercator  | 58     |
| 2        | Pablo Urtasun       | Euskaltel-Euskadi             | 27     |
| 3        | Gert Dockx          | Lotto Belisol                 | 25     |
| 4        | Sjef De Wilde       | Accent Jobs-Willems Veranda's | 22     |
| 5        | James Vanlandschoot | Accent Jobs-Willems Veranda's | 20     |

## Evolución de las clasificaciones
| Etapa (Vencedor)                  | Clasificación general Algemeen klassement | Clasificación por puntos Puntentrui klassement | Clasificación de la combatividad Strijdlust klassement |
| --------------------------------- | ----------------------------------------- | ---------------------------------------------- | ------------------------------------------------------ |
| 1.ª etapa (Marcel Kittel)         | Marcel Kittel                             | Marcel Kittel                                  | Pablo Urtasun                                          |
| 2.ª etapa (CRE) (Orica-GreenEDGE) | Jens Keukeleire                           | Marcel Kittel                                  | Pablo Urtasun                                          |
| 3.ª etapa (Theo Bos)              | Jens Keukeleire                           | Heinrich Haussler                              | Laurens De Vreese                                      |
| 4.ª etapa (Marcel Kittel)         | Tom Boonen                                | Marcel Kittel                                  | Laurens De Vreese                                      |
| 5.ª etapa (Giacomo Nizzolo)       | Tom Boonen                                | Giacomo Nizzolo                                | Laurens De Vreese                                      |
| 6.ª etapa (CRI) (Svein Tuft)      | Svein Tuft                                | Giacomo Nizzolo                                | Laurens De Vreese                                      |
| 7.ª etapa (Alessandro Ballan)     | Lars Boom                                 | Giacomo Nizzolo                                | Laurens De Vreese                                      |
| Final                             | Lars Boom                                 | Giacomo Nizzolo                                | Laurens De Vreese                                      |

## UCI World Tour
Este Eneco Tour otorgó puntos para el UCI WorldTour 2012 a los corredores de los equipos de la categoría UCI ProTeam pero no a los de los equipos de categoría Profesional Continental (ya que es una clasificación cerrada para los equipos de la máxima categoría).
| Posición              | 1.º | 2.º | 3.º | 4.º | 5.º | 6.º | 7.º | 8.º | 9.º | 10.º |
| Clasificación general | 100 | 80  | 70  | 60  | 50  | 40  | 30  | 20  | 10  | 4    |
| Por etapa             | 6   | 4   | 2   | 1   | 1   |     |     |     |     |      |

|    | Corredor             | Equipo | Puntos |
| -- | -------------------- | ------ | ------ |
| 1  | Lars Boom            | RAB    | 106    |
| 2  | Sylvain Chavanel     | OPQ    | 80     |
| 3  | Niki Terpstra        | OPQ    | 70     |
| 4  | Alberto Contador     | STB    | 60     |
| 5  | Luke Durbridge       | OGE    | 50     |
| 6  | Jonathan Castroviejo | MOV    | 40     |
| 7  | Svein Tuft           | OGE    | 36     |
| 8  | Michał Kwiatkowski   | OPQ    | 21     |
| 9  | Sebastian Langeveld  | OGE    | 10     |
| 10 | Giacomo Nizzolo      | RNT    | 8      |
| 10 | Jürgen Roelandts     | LTB    | 8      |
| 12 | Theo Bos             | RAB    | 6      |
| 12 | Taylor Phinney       | BMC    | 6      |
| 12 | Alessandro Ballan    | BMC    | 6      |
| 15 | Arnaud Démare        | FDJ    | 5      |
| 16 | Jan Bakelants        | RNT    | 4      |
| 17 | Heinrich Haussler    | GRS    | 3      |
| 17 | Manuel Belletti      | ALM    | 3      |
| 19 | Francisco Ventoso    | MOV    | 2      |
| 19 | Tom Boonen           | OPQ    | 2      |
| 21 | Adam Blythe          | BMC    | 1      |
| 21 | Alexander Kristoff   | KAT    | 1      |
| 21 | Lieuwe Westra        | VCD    | 1      |
| 21 | Adriano Malori       | LAM    | 1      |
| 21 | Nick Nuyens          | STB    | 1      |
| 21 | Marco Marcato        | VCD    | 1      |